# Johann Baptist
Johann Baptist ist ein männlicher Vorname.

## Herkunft und Bedeutung
Beim Namen Johann Baptist handelt es sich um eine Zusammensetzung der Namen Johann „der Herr ist gnädig“ und Baptist „der Täufer“ zur Ehre von Johannes dem Täufer, in der Vulgata Ioannes Baptista.
→ siehe auch: Johannes der Täufer#Name

## Varianten
- Deutsch: Johannes Baptist, Johann Baptista
- Französisch: Jean Baptiste, Jean-Baptiste
- Italienisch: Giovanbattista, Giovanni Battista, Giambattista
- Okzitanisch: Joan-Baptista
- Portugiesisch: João Batista
- Spanisch: Juan Bautista
- Tschechisch: Jan Křtitel

## Namenstage
- 7. April: nach Johann Baptist de la Salle
- 29. August: nach Johannes dem Täufer

## Namensträger

### Johann Baptist
- Johann Baptist Allgaier (1763–1823), deutsch-österreichischer Schachmeister
- Johann Baptist von Anzer (1851–1903), Bischof von Shandong
- Johann Baptist Baltzer (1803–1871), deutscher katholischer Theologe, bedeutender Dogmatiker
- Johann Baptist Bekk (1797–1855), deutscher Jurist
- Johann Baptist Wenzel Bergl (1719–1789), österreichischer Maler
- Johann Baptist Coronini-Cronberg (1794–1880), österreichischer Offizier
- Johann Baptist Cramer (1771–1858), englischer Pianist und Komponist
- Johann Baptist Dietz (1879–1959), deutscher römisch-katholischer Theologe, 1939–1958 Bischof von Fulda
- Johann Baptist Doerr (1811–1892), deutscher Industrieller
- Johann Baptist Eichelsdörfer (1890–1946), Lagerführer im KZ-Außenlager Kaufering IV – Hurlach (Schwabmünchen)
- Johann Baptist Friedreich (1796–1862), deutscher Mediziner, Gerichtsarzt, Schriftsteller und Dichter
- Johann Baptist Gradl (1904–1988), deutscher Politiker, Bundesminister a. D.
- Johann Baptist Heinrich (1774–1838), deutscher Politiker, Oberbürgermeister von Mainz
- Johann Baptist Heinrich (1816–1891), deutscher katholischer Priester, Schriftsteller, Publizist und Hochschullehrer
- Johann Baptist von Hirscher (1788–1865), römisch-katholischer Moral- und Pastoraltheologe
- Johann Baptist Homann (1664–1724), deutscher Kartograph
- Johann Baptist Kirner (1806–1866), deutscher Maler (Landschaft, Porträt, Genrebilder), badischer Hofmaler
- Johann Baptist Kraus (1700–1762), deutscher Fürstabt
- Johann Baptist Kraus (1805–1893), deutscher katholischer Pfarrer
- Johann Baptist Lampi der Ältere (1751–1830), italienischer Porträtmaler
- Johann Baptist Metz (1928–2019), deutscher katholischer Theologe
- Johann Baptist Moralt (1777–1825), deutscher Komponist
- Johann Baptist Emanuel Pohl (1782–1834), österreichischer Botaniker
- Johann Baptist Schmitt (1845–1906), deutscher Politiker
- Johann Baptist Schneider (1840–1905), Weihbischof der Erzdiözese Wien
- Johann Baptist von Schweitzer (1833–1875), deutscher Politiker
- Johann Baptist Sonderland (1805–1878), deutscher Maler
- Johann Baptist von Spix (1781–1826), deutscher Naturwissenschaftler
- Johann Baptist Stiglmaier (1791–1844), Erzgießer, Bildhauer, Zeichner und Medailleur
- Johann Baptist Straub (1704–1784), deutscher Rokokobildhauer
- Johann Baptist Strauss (Vater) (1804–1849), österreichischer Kapellmeister und Komponist
- Johann Baptist Strauss (Sohn) (1825–1899), österreichischer Kapellmeister und Komponist
- Johann Baptist Vanhal (1739–1813), böhmischer Komponist
- Johann Baptist Weber (1526–1584), deutscher Jurist, zeitweise Reichsvizekanzler
- Johann Baptist Werloschnig (1670–1750), slowenischer Mediziner und Wissenschaftler
- Johann Baptist Zimmermann (1680–1758), deutscher Maler und Stuckateur

### Johann Baptista
- Johann Baptista Bavier (1795–1856), Schweizer Politiker und Bankier
- Johann Baptista Lauggas (1708–1768), deutscher Bildhauer des Rokoko
- Johann Baptista Rexius (* um 1563; † 1598), späthumanistischer Philologe
- Johann Baptista von Salis (1741–1816), Schweizer Politiker
- Johann Baptista von Taxis (um 1470–1541), burgundisch-niederländischer Generalpostmeister
- Johann Baptista von Taxis (1546–1588), Offizier in spanischen Diensten während des Achtzigjährigen Kriegs

### Johannes Baptist
- Johannes B. Kerner (* 1964), deutscher Moderator
- Johannes Baptist Kleefisch (1862–1932), deutscher Architekt und Baubeamter
- Johannes Baptist Lotz (1903–1992), deutscher Jesuit und Philosoph
- Johannes Baptist Müller (1806–1894), deutscher Pharmakologe
- Johannes Baptist Righi (1469–1539), franziskanischer Einsiedler
- Johannes Baptist Rosner (1908–1998), deutscher römisch-katholischer Geistlicher und Missionar
- Johannes Baptist Rößler (1850–1927), Bischof der Diözese St. Pölten

### Weitere Varianten
Jean Baptiste/Jean-Baptiste
- Jean-Baptiste Besard (1567–1617), französischer Jurist, Lautenist und Komponist
- Jean-Baptiste Bessières (1768–1813), Marschall von Frankreich
- Jean-Baptiste Billot (1828–1907), französischer General
- Jean-Baptiste Biot (1774–1862), französischer Physiker
- Jean-Baptiste Bui Tuân (1928–2024), vietnamesischer Geistlicher und römisch-katholischer Bischof
- Jean-Baptiste Charles Bouvet de Lozier (1705–1786), französischer Seefahrer
- Jean-Baptiste Campenon (1819–1891), französischer General
- Jean-Baptiste Carpeaux (1827–1875), französischer Bildhauer
- Jean-Baptiste Carrier (1756–1794), französischer Revolutionär
- Jean Baptiste du Casse (1646–1715), französischer Admiral
- Jean-Baptiste Cavaignac (1762–1829), französischer General
- Jean Baptiste Charbonneau (1805–1866), franko-kanadisch-indigener Teilnehmer der Lewis-und-Clark-Expedition
- Jean-Baptiste Charcot (1867–1936), französischer Wissenschaftler, Arzt und Polarforscher
- Jean-Baptiste Colbert (1619–1683), französischer Staatsmann
- Jean-Baptiste Camille Corot (1796–1875), französischer Maler
- Jean-Baptiste Joseph Delambre (1749–1822), französischer Astronom
- Jean-Baptiste Desmarets (1682–1762), französischer General
- Jean Baptiste Édouard Detaille (1848–1912), französischer Schlachtenmaler
- Jean-Baptiste Drouet d’Erlon (1765–1844), französischer General
- Jean-Baptiste Du Hamel (1624–1706), französischer Philosoph und Theologe
- Jean Baptiste Duhamel (1767–1847), französischer Professor für Bergbau
- Jean-Baptiste Faure (1830–1914), französischer Bariton und Komponist
- Jean Baptiste Joseph Fourier (1768–1830), französischer Physiker und Mathematiker
- Jean-Baptiste Gaston, Herzog von Orléans (1608–1660)
- Jean-Baptiste Gatete (* 1953), ruandischer Kriegsverbrecher
- Jean Baptiste Girard (1765–1850), Schweizer Pädagoge
- Jean-Baptiste Grange (* 1984), französischer Skifahrer
- Jean Baptiste Louis de Gresset (1709–1777), französischer Dichter
- Jean-Baptiste Greuze (1725–1805), französischer Maler
- Jean Baptiste Guadagnini (1711–1786), italienischer Geigenbauer
- Jean-Baptiste Guillot, genannt Guillot père (1803–1882), französischer Rosenzüchter
- Jean-Baptiste André Guillot, genannt Guillot fils (1827–1893), französischer Rosenzüchter
- Jean-Baptiste Habyalimana (1950–1994), ruandischer Präfekt und Ingenieurwissenschaftler
- Jean-Baptiste Isabey (1767–1855), französischer Maler
- Jean Baptiste Janssens (1889–1964), Generaloberer des Jesuitenordens
- Jean-Baptiste de Jourdan (1762–1833), Marschall von Frankreich
- Jean-Baptiste Kléber (1753–1800), französischer General
- Jean Baptiste de La Salle (1651–1719), französischer Priester, Pädagoge und Ordensgründer
- Jean-Baptiste Labat (1663–1738), französischer Missionar
- Jean Baptiste Henri Lacordaire (1802–1861), französischer Theologe
- Jean-Baptiste de Lamarck (1744–1829), französischer Zoologe und Botaniker
- Jean-Baptiste Lego (1766–1794), französischer Priester und Märtyrer
- Jean-Baptiste Lemoyne (1751–1796), französischer Komponist
- Jean Baptiste Leprince (1734–1781), französischer Maler
- Jean-Baptiste Loeillet (1680–1730), belgischer Komponist
- Jean-Baptiste Loeillet de Gant (1688–1750), belgischer Komponist
- Jean-Baptiste Lully (1632–1687), italienisch-französischer Komponist
- Jean-Baptiste Antoine Marcellin de Marbot (1782–1854), französischer General
- Jean-Baptiste Maunier (* 1990), französischer Sänger und Schauspieler
- Jean-Baptiste Meusnier de la Place (1754–1793), französischer Mathematiker
- Jean-Baptiste Monnoyer, gen. Baptiste (1636–1699), französischer Stillleben- und Blumenmaler
- Jean-Baptiste Ouédraogo (* 1942), ehemaliger Präsident von Obervolta
- Jean-Baptiste Pater (1695–1736), französischer Maler
- Jean-Baptiste Perrin (1870–1942), französischer Physiker
- Jean-Baptiste Pham Minh Mân (* 1934), vietnamesischer Kardinal
- Jean-Baptiste Poquelin (1622–1673), genannt Molière, französischer Schauspieler, Theaterdirektor und Dramatiker
- Jean-Baptiste le Rond d’Alembert (1717–1783), französischer Mathematiker
- Jean-Baptiste Rossi (1931–2003), französischer Journalist
- Jean-Baptiste Say (1767–1832), französischer Ökonom
- Jean-Baptiste Philibert Vaillant (1790–1872), französischer General
- Jean-Baptiste Vaquette, vicomte de Gribeauval (1715–1789), französischer Ingenieur
- Jean-Baptiste Marie Vianney (1786–1859), französischer katholischer Priester, 1925 heiliggesprochen
- Jean-Baptiste Gaspard d’Ansse de Villoison (1750–1805), französischer Altphilologe
- Jean-Baptiste-Donatien de Vimeur, comte de Rochambeau (1725–1807), französischer General
- Jean-Baptiste Vuillaume (1798–1875), französischer Geigenbauer

Jan Baptist
- Jan Baptist van Helmont (1580–1644), flämischer Universalwissenschaftler
- Jan Baptist van der Hulst (1790–1862), belgischer Porträt- und Historienmaler sowie Lithograf
- Jan Baptiste de Jonghe (1785–1844), flämisch-belgischer Maler und Lithograf
- Jan Baptist Lodewyck Maes (1794–1856), in Italien tätiger belgischer Genremaler
- Jan Baptist Xavery (1697–1742), flämischer Bildhauer
- Jan Baptist Weenix (1621–um 1660), niederländischer Maler

Jeanne Baptiste
- Jeanne Baptiste d’Albert de Luynes (1670–1736), französische Aristokratin, Geliebte von König Viktor Amadeus I. von Sardinien-Piemont

## Familienname
- Andrew Jean-Baptiste (* 1992), US-amerikanisch-haitianischer Fußballspieler
- Jean-Victor Harvel Jean-Baptiste, haitianischer Diplomat und Außenminister
- Kyle Jean-Baptiste (1993–2015), US-amerikanischer Musicaldarsteller
- Lucien Jean-Baptiste (* 1964), französischer Schauspieler und Synchronsprecher
- Marianne Jean-Baptiste (* 1967), britische Schauspielerin, Drehbuchautorin und Komponistin